# 3519 Амбіорікс
3519 Амбіорікс (1984 DO, 1937 QB, 1953 RS1, 1959 LF, 1962 GF, 1962 GG, 1969 QT, 1969 RN1, 1978 EC3, 1978 GH1, 1978 JQ, 1985 SA1, 3519 Ambiorix) — астероїд головного поясу, відкритий 23 лютого 1984 року.
Тіссеранів параметр щодо Юпітера — 3,668.